# Aladura

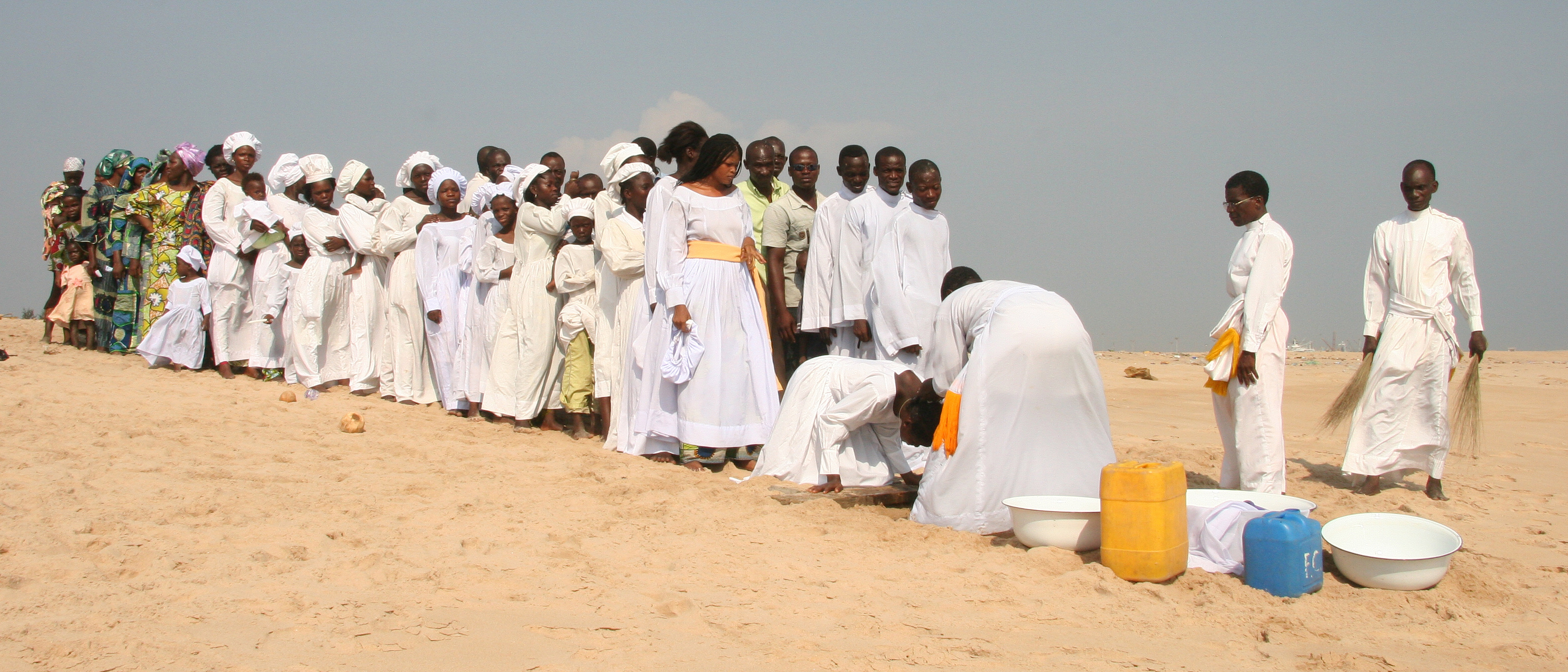
aladura

Aladura est un mouvement religieux chrétien né parmi les Yorubas du Nigeria au lendemain de la Première Guerre mondiale, dans le contexte particulier de la pandémie de grippe espagnole qui affecta le pays en 1918 et dans le cadre plus général de la décolonisation qui conduisit à l'émergence d'un grand nombre d'Églises africaines indépendantes (African Initiated Churches) à travers le continent.
Plusieurs centaines d'Églises se réclament de la mouvance aladura qui peuvent être spiritualistes ou pentecôtistes.
Parmi les plus connues figurent:
- la Société des Chérubins et des Séraphins (Eternal Sacred Order of Cherubim and Seraphim, spiritualiste, 1925);
- l'Église du Seigneur (Church of the Lord, spiritualiste, 1930);
- l'Église apostolique du Christ (Christ Apostolic Church, pentecôtiste, 1941);
- et l'Église du Christianisme Céleste (Celestial Church of Christ, spiritualiste, 1947)[1].